# Budiná
Budiná és un poble i municipi d'Eslovàquia. Es troba a la regió de Banská Bystrica. La primera menció escrita de la vila es remunta al 1393.

## Demografia
| Godina             | 1994 | 2004    | 2014    | 2024    |
| ------------------ | ---- | ------- | ------- | ------- |
| Nombre de persones | 390  | 303     | 254     | 198     |
| Diferència         |      | −22,30% | −16,17% | −22,04% |

| Godina             | 2023 | 2024   |
| ------------------ | ---- | ------ |
| Nombre de persones | 196  | 198    |
| Diferència         |      | +1,02% |